# Xã Rocksbury, Quận Pennington, Minnesota
Xã Rocksbury (tiếng Anh: Rocksbury Township) là một xã thuộc quận Pennington, tiểu bang Minnesota, Hoa Kỳ. Năm 2010, dân số của xã này là 1.211 người.